# Automeris castrensis
Automeris castrensis  é uma espécie de mariposa do gênero Automeris, da família Saturniidae.
Sua ocorrência foi registrada no Brasil.